# Carl Heinrich Adolf von Rabenau
Carl Heinrich Adolf von Rabenau (geb. 23. Juli 1740 in Pechern; gest. 13. März 1791 in Sagan) war ein preußischer Landrat.

## Leben

Wappen derer von Rabenau

Carl Heinrich Adolf von Rabenau war Angehöriger des meißnischen Uradelsgeschlechts Rabenau. Er war ein Sohn von Carl Gottlob Leopold von Rabenau (1694–1759), kurfürstlich-sächsischer Major und Erbherr auf Pechern und seiner Ehefrau Henriette Johanna (1715–1766), geb. von Bibran.

## Laufbahn
Carl Heinrich Adolf von Rabenau war zunächst Kreisdeputierter, bevor er nach erfolgreicher Wahl mittels Ordre am 10. Dezember 1783 als neuer Landrat des Kreises Sagan bestätigt wurde. Er trat damit die Nachfolge von Maximilian Wilhelm von Seidl an. Das Amt als Landrat übte er bis zum Jahr 1891 aus, Nachfolger wurde Anton August von Rhaden.

## Persönliches
Carl Heinrich Adolf von Rabenau gab im Jahr 1781 an, das der Wert seines Gutes Pechern etwa 16.000 Taler betragen würde und stellte seine Vermögensverhältnisse als sehr ungünstig dar. 1789 beabsichtige er sein Gut an einen Bürgerlichen zu veräußern.

## Familie
Carl Heinrich Adolf von Rabenau war seit November 1764 mit Auguste Sophie Henriette (1738–1808), geb. von Bomsdorff, verheiratet. Aus dieser Ehe gingen zwei Söhne hervor, darunter Carl Gottlob August (* 9. Dezember 1765; † 4. April 1846). Ein Bruder von ihm war Heinrich Gottlob von Rabenau (* 6. Juli 1745 in Pechern).